# Nasrane Bacar
Nasrane Bacar (Bandrélé, 17 gennaio 1992) è una velocista francese, originaria di Mayotte.

## Biografia
Cresciuta nel comune di Chirongui sull'isola di Mayotte, Bacar partecipa alle prime competizioni nazionali francesi di atletica leggera a partire dal 2011. Nel 2012 partecipa ai Campionati europei militari nei 100 metri piani. Nel 2019 ha vinto il titolo nazionale indoor nei 60 metri a Miramas. che gli ha permesso di partecipare alla sua prima manifestazione seniores per la Francia agli Europei indoor di Glasgow.
Nel 2015 ha vinto una prima medaglia per Mayotte ai Giochi delle isole dell'Oceano Indiano a La Réunion.

## Palmarès
| Anno                            | Manifestazione              | Sede        | Evento      | Risultato | Prestazione | Note |
| ------------------------------- | --------------------------- | ----------- | ----------- | --------- | ----------- | ---- |
| In rappresentanza della Francia |                             |             |             |           |             |      |
| 2012                            | Europei militari            | Warendorf   | 100 m piani | 7ª        | 12"52       |      |
| 2019                            | Europei indoor              | Glasgow     | 60 m piani  | Batteria  | 7"46        |      |
| In rappresentanza di Mayotte    |                             |             |             |           |             |      |
| 2003                            | Giochi isole Oceano Indiano | Saint-Denis | 100 m piani | Bronzo    | 11"89       |      |